# Estadi Brígido Iriarte
L'Estadi Brígido Iriarte és un estadi multiusos de la ciutat de Caracas, Veneçuela.
Principalment és usat per a la pràctica del futbol. És la seu dels clubs Atlético Venezuela CF i Estudiantes de Caracas Sport Club i en el passat del Deportivo Italia Fútbol Club. Va ser inaugurat l'any 1983 i renovat el 2007. La seva capacitat és per a 10.000 espectadors.
Va ser seu de dos partits de la Copa Amèrica de futbol de 1983.